# Schafarnisch
De Schafarnisch is een berg gelegen in de Berner Alpen in het Zwitserse kanton Fribourg. Hij heeft een hoogte van 2107 m.